# Sonate
Sonate oder Sonata (italienisch, abgeleitet von lateinisch sonare ‚klingen‘ bzw. ‚ein Instrument erklingen lassen‘) ist die Bezeichnung für eine Kompositionsgattung der Instrumentalmusik mit solistischer oder zumeist kleinerer kammermusikalischer Besetzung. Je nach Anzahl der Ausführenden wird zwischen Solosonaten für ein einzelnes Instrument, Duosonaten (z. B. für ein Streich- oder Blasinstrument plus Klavier), und Triosonaten unterschieden. Mehrsätzige Sonaten für Orchester bezeichnet man auch als Sinfonien.

## Geschichte
Sonata ist gegen Ende des 16. Jahrhunderts eine allgemeine Bezeichnung für Instrumentalstücke ohne bestimmtes Formschema. Die ältesten Sonaten sind Stücke für mehrere Instrumente (Violinen, Violen, Zinken und Posaunen); ihr Schwerpunkt liegt in der Entfaltung harmonischer Fülle, dies bei Giovanni Gabrieli und von ihm beeinflussten Komponisten oft sogar im Zusammenwirken mehrerer Chöre, was nach der Wirkungsstätte der meisten für diesen Stil bedeutenden Komponisten als Venezianische Mehrchörigkeit bezeichnet wird. Ihre praktische Bestimmung ist oft die, einem kirchlichen Gesangswerk als Einleitung vorausgeschickt zu werden. Die Sonate tritt in der Folge (bis ins 17. Jahrhundert gleichbedeutend mit der Sinfonia) als Einleitung einer Kantate auf. Besonders bekannt unter Gabrielis Sonaten ist die dynamische Differenzierung schon im Titel tragende Sonata pian’ e forte (1597); als monodisch wird die Sonata con tre violini eingestuft, da der Bass mehr Fundament als eigentliche Stimme ist.
Die Übertragung der Form auf die im Folgenden sehr bedeutsamen Gattungen Solosonate (Soloinstrument und Basso continuo) und Triosonate (zwei Soloinstrumente und Basso continuo) nahm Giovanni Paolo Cima 1610 vor. In Folge setzt eine Phase des Experimentierens ein, üblich ist die Gliederung in mehrere kontrastierende Abschnitte, wobei Tempi und Taktarten sowie die verwendete Faktur wechseln: die Oberstimmen dialogisieren, es gibt Imitation mit oder ohne Beteiligung der Bassstimme und Scheinpolyphonie durch Selbstimitation, Soli im rezitativischen Stil und Tänze. Tonartenbeziehungen sind kaum ausgeprägt, auch die Gestaltung mit Figuren, die typischerweise am Beginn eines Abschnittes anders gestaltet sind als vor den kadenzierenden Schlusswendungen, entstammt noch dem 16. Jahrhundert. Neu ist eine zunehmend idiomatische Behandlung der Instrumente und eine Zunahme an Virtuosität. Führende Komponisten dieser Phase sind Biagio Marini, Giovanni Battista Fontana und Dario Castello.
Die nächste Phase ab etwa 1650 kombiniert ein Rückbesinnen auf konsequentere Imitation mit der Entwicklung von Form aus dem Spannungsverhältnis tonaler Beziehungen und unter Verwendung von mehrgliedrigen Themen, deren Imitationen den Bewegungsimpuls über ganze Abschnitte aufrechterhalten können. Neben dem Hauptmeister Giovanni Legrenzi sind Maurizio Cazzati und Marco Uccellini zu nennen, letzterer übte mit Sequenzierung durch den Quintenzirkel Einfluss auf die kommenden Generationen aus.
Arcangelo Corelli ist Hauptvertreter der folgenden klassizistischen Phase. Die Sonaten werden nun in einzelne Sätze zergliedert, die formal durch sorgfältige Tonartendisposition gegliedert sind, was bis ins späte 19. Jahrhundert nachwirkte. Unterschieden werden zwei Typen von Triosonaten.
Sébastien de Brossard (1655–1730) definierte in seinem Musiklexikon Dictionnaire de musique nachstehende Einteilung erstmals auch schriftlich:
Die Sonata da chiesa (Kirchensonate) besteht gewöhnlich aus einer langsamen Einleitung, einem lose fugierten Allegro, einem sanglichen langsamen Satz und einem lebhaften Finale in zweiteiliger Form. Dieses Schema wird allerdings nicht in starrer Weise angewendet und etabliert sich erst in den Werken Händels und Bachs als Sonatenform schlechthin. In der italienischen Violinmusik findet sie sich bis ins 19. Jahrhundert hinein in der Musik Boccherinis.
Die Sonata da camera (Kammersonate) dagegen besteht weitgehend aus stilisierten Tanzsätzen. Zur Zeit Bachs und Händels hatte sich ihre Entwicklung von der Kirchensonate vollkommen abgekoppelt und sie wurde als Suite, Partita, Ordre oder (mit einem vorangestellten Präludium im französischen Stil) als Ouvertüre bezeichnet, siehe Suite.
Bach benutzt diese Bezeichnungen für die Sonatentypen nicht, aber sie lassen sich bei ihm in Stil und Form klar unterscheiden. In seinen sechs Sonaten für Violine solo sind die Nummern 1, 3 und 5 Kirchensonaten. Die Nummern 2, 4, 6 werden „Partita“ genannt, man kann sie jedoch als Kammersonaten betrachten.
Die Übertragung des Namens Sonate auf Klavierwerke ähnlicher Gestaltung geschieht erstmals 1605 durch Adriano Banchieri, der erste Sammelband erscheint 1645 vom Komponisten Gian Pietro del Buono. Bekannter sind die sogenannten „Biblischen Historien“ Johann Kuhnaus (Leipzig 1700).
In der Klassik ändert sich die Sonate in Stil und Form, namentlich die Polyphonie wird abgelöst. Vorbereitet durch Domenico Scarlatti entwickeln vor allem Carl Philipp Emanuel Bach und Joseph Haydn eine Sonatenform, in der der erste Satz oder Kopfsatz in Sonatensatzform geschrieben ist.
Die neue Form der Sonate wird durch Haydn, Mozart, Clementi und Beethoven auf die Komposition für verschiedene Ensembles (Violine und Klavier, Klavier solo, Violine und Cello, Streichtrio, Streichquartett etc.) und für Orchester (Sinfonie) übertragen, wobei die Bezeichnung Sonate trotz gleicher Form aber der Kammermusik vorbehalten bleibt.

## Aufbau der klassischen Sonate
Die folgende Reihenfolge der Sätze entspricht dem am häufigsten verwirklichten Modell. In der Frühphase werden aber auch der zweite und dritte Satz vertauscht, z. B bei Haydn in den ersten vier der sechs Streichquartette op. 33 von 1781. Dann entwickelt sich der unten beschriebene Standard und seit Beethoven wurde die Reihenfolge des zweiten und dritten Satzes gelegentlich wieder vertauscht, so dass an zweiter Stelle das Menuett oder Scherzo und an dritter Stelle der langsame Satz platziert wurde.

### Erster Satz
Der Kopfsatz ist der für die Sonate charakteristische Satz (da diese sich hierdurch von Suite, Serenade etc. unterscheidet); seine Form ist die so genannte Sonatensatzform mit ihren Formteilen Exposition, Durchführung, Reprise und Coda. Da dieser Begriff eine Schöpfung der Formenlehre des 19. Jahrhunderts ist, bleibt seine Verwendung für Kompositionen der Zeit vor 1800 zu Recht umstritten. Es ist weithin üblich, nach ihm Satzformen zu beschreiben; er gliedert Sätze jedoch eher nach Tonartbereichen als nach der Abfolge selbständiger musikalischer Gedanken. Dies entspricht sicherlich nicht immer der strukturellen Absicht der Komponisten. Die zeitgenössische formale Begrifflichkeit ist in zahlreichen musiktheoretischen Werken, z. B. bei Johann Gottfried Krause, Bernard Germain Lacépède und anderen zu finden.
Bildungen wie die der ersten Sätze der so genannten Mondscheinsonate (Op. 27, cis-Moll) oder der As-Dur-Sonate (Op. 26) von Beethoven haben mit diesem Schema nichts zu tun. Beiden Sonaten fehlt der eigentliche erste Satz; sie beginnen mit dem langsamen Satz – der in der Regel der zweite ist. In der Mondscheinsonate folgt erst der dritte Satz dem Sonatensatzschema. Schon Mozart hatte in seiner Klaviersonate A-Dur (KV 331) auf den Kopfsatz verzichtet.

### Zweiter Satz
Charakteristikum des zweiten Satzes ist die langsame Bewegung (nur ausnahmsweise vertauschen der langsame Satz und das Scherzo ihren Platz). Seine Form kann eine sehr verschiedenartige sein. Ist er wie der erste mit zwei kontrastierenden Themen ausgestattet, so ist das bewegtere das zweite; die Reprise und Durchführung fallen weg, dagegen erscheint gern das Hauptthema dreimal, meistens mit immer gesteigerter Figuration. Oft begnügt sich der Tonsetzer mit der dreiteiligen Liedform, d. h. der Ordnung A-B-A. Sehr beliebt ist auch die Variationenform für den zweiten Satz. Die Tonart des zweiten Satzes ist meistens die der Dominante oder der Mollparallele.

### Dritter Satz
Der dritte Satz bringt Menuett oder Scherzo, gewöhnlich wieder in der Haupt- oder einer eng verwandten Tonart. In frühen Sonaten fehlen Menuett oder Scherzo gänzlich, so dass man gleich vom zweiten zum letzten Satz, dem Finale, gelangt.

### Vierter Satz
Der vierte Satz, das Finale, steht bei durchschnittlich schneller Bewegung immer in der Haupttonart, verwandelt sie aber nicht selten aus Moll in Dur. Seine Form ist entweder die Sonatensatzform, zum Teil ohne Reprise, aber mit Durchführung, oder eine weit ausgesponnene Rondoform mit mehr als zwei meistens kurzen Themen. In seltenen Fällen läuft er in eine Fuge aus.

## Die Sonate in der Musik der Romantik
In der Romantik gab es einerseits die Strömung (etwa Schumann oder Brahms), in der die klassische Sonatensatzform beibehalten und mit neuen Inhalten gefüllt wurde. Frédéric Chopin hatte die Sonatensatzform schon relativiert, indem bei ihm in der Reprise das 1. Thema gar nicht mehr erscheint.
Andererseits war Franz Liszt der erste Komponist, der in seiner einsätzigen Klaviersonate in h-moll (1854) ganz neue Wege beschritten und damit gleichzeitig die Neudeutsche Schule begründet hat. Die Sonatensatzform spielt keine Rolle mehr. Das musikalische Grundmaterial besteht aus vier Leitmotiven, aus denen die ganze musikalische Entwicklung abgeleitet wird. Damit kehrte der Begriff „Sonate“ zu seiner ursprünglichen Bedeutung „Klingstück“ zurück. In der Spätromantik und dem Übergang zu nicht-tonaler Musik sind die Klaviersonaten Alexander Skrjabins zu nennen. Vor allem die späteren Sonaten weisen intensive Motivverarbeitung auf, kombiniert mit der Abkehr von der Tonalität, zugunsten eines harmonischen Systems, das auf Quarten basiert (ab der 6.).

### Etymologie und Begriffsgeschichte
- Hans-Joachim Hinrichsen: Sonata / Sonate. In:  Hans Heinrich Eggebrecht, Albrecht Riethmüller (Hrsg.): Handwörterbuch der musikalischen Terminologie. Ordner 6: Si–Z. Steiner, Stuttgart 1998 (Digitalisat).

### Artikel
- Dorothea Mielke-Gerdes, William S. Newman: Sonate. In: Ludwig Finscher (Hrsg.): Die Musik in Geschichte und Gegenwart. Zweite Ausgabe, Sachteil, Band 8 (Querflöte – Suite). Bärenreiter/Metzler, Kassel u. a. 1998, ISBN 3-7618-1109-8 (Online-Ausgabe, für Vollzugriff Abonnement erforderlich)
- Sonate. In: Wilibald Gurlitt, Hans Heinrich Eggebrecht (Hrsg.): Riemann Musiklexikon. 12., völlig neubearbeitete Auflage. Sachteil: A–Z. Schott, Mainz 1967, S. 881–884 (Textarchiv – Internet Archive).
- Dagmar Glüxam: Sonate. In: Oesterreichisches Musiklexikon. Online-Ausgabe, Wien 2002 ff., ISBN 3-7001-3077-5; Druckausgabe: Band 5, Verlag der Österreichischen Akademie der Wissenschaften, Wien 2006, ISBN 3-7001-3067-8.
- Dagmar Glüxam: Solosonate. In: Oesterreichisches Musiklexikon. Online-Ausgabe, Wien 2002 ff., ISBN 3-7001-3077-5; Druckausgabe: Band 5, Verlag der Österreichischen Akademie der Wissenschaften, Wien 2006, ISBN 3-7001-3067-8.
- Herbert Seifert: Kirchensonate. In: Oesterreichisches Musiklexikon. Online-Ausgabe, Wien 2002 ff., ISBN 3-7001-3077-5; Druckausgabe: Band 2, Verlag der Österreichischen Akademie der Wissenschaften, Wien 2003, ISBN 3-7001-3044-9.

### Einzeluntersuchungen
- Claus Bockmaier, Siegfried Mauser (Hrsg.): Die Sonate. Formen instrumentaler Ensemblemusik (= Handbuch der musikalischen Gattungen. 5). Laaber-Verlag, Laaber 2005, ISBN 3-89007-128-7.
- Thomas Schmidt-Beste: Die Sonate: Geschichte – Formen – Ãsthetik. Bärenreiter, Kassel/Basel/London/New York/Prag 2006, ISBN 3-7618-1155-1.